# Hotel Astoria de Copenhague
El Hotel Astoria de Copenhague es un hotel de diseño funcional situado junto a la estación central de Copenhague, la capital de Dinamarca. El edificio es un ejemplo temprano de la arquitectura funcionalista en Dinamarca. El edificio fue diseñado como un hotel de la estación de los Ferrocarriles del Estado danés Ole Falkentorp, que había comenzado su trabajo en la oficina de diseño de los Ferrocarriles del Estado "antes de formar su propia práctica". El hotel fue construido desde 1934 hasta 1935 como el primer hotel de lujo en Copenhague.